# Fille de l'empereur Xiaoming de Wei du Nord
 (juillet 2024).
La mise en forme du texte ne suit pas les recommandations de Wikipédia : il faut le « wikifier ».
Les points d'amélioration suivants sont les cas les plus fréquents. Le détail des points à revoir est peut-être précisé sur la page de discussion.
- Les titres sont pré-formatés par le logiciel. Ils ne sont ni en capitales, ni en gras.
- Le texte ne doit pas être écrit en capitales (les noms de famille non plus), ni en gras, ni en italique, ni en « petit »…
- Le gras n'est utilisé que pour surligner le titre de l'article dans l'introduction, une seule fois.
- L'italique est rarement utilisé : mots en langue étrangère, titres d'œuvres, noms de bateaux, etc.
- Les citations ne sont pas en italique mais en corps de texte normal. Elles sont entourées par des guillemets français : « et ».
- Les listes à puces sont à éviter, des paragraphes rédigés étant largement préférés. Les tableaux sont à réserver à la présentation de données structurées (résultats, etc.).
- Les appels de note de bas de page (petits chiffres en exposant, introduits par l'outil «  Source ») sont à placer entre la fin de phrase et le point final[comme ça].
- Les liens internes (vers d'autres articles de Wikipédia) sont à choisir avec parcimonie. Créez des liens vers des articles approfondissant le sujet. Les termes génériques sans rapport avec le sujet sont à éviter, ainsi que les répétitions de liens vers un même terme.
- Les liens externes sont à placer uniquement dans une section « Liens externes », à la fin de l'article. Ces liens sont à choisir avec parcimonie suivant les règles définies. Si un lien sert de source à l'article, son insertion dans le texte est à faire par les notes de bas de page.
- La présentation des références doit suivre les conventions bibliographiques. Il est recommandé d'utiliser les modèles {{Ouvrage}}, {{Chapitre}}, {{Article}}, {{Lien web}} et/ou {{Bibliographie}}. Le mode d'édition visuel peut mettre en forme automatiquement les références.
- Insérer une infobox (cadre d'informations à droite) n'est pas obligatoire pour parachever la mise en page.

Pour une aide détaillée, merci de consulter Aide:Wikification.
Si vous pensez que ces points ont été résolus, vous pouvez retirer ce bandeau et améliorer la mise en forme d'un autre article.
 (juillet 2024).
L'impératrice Yuan (12 février 528 - après le 1er avril 528), dont le nom personnel est inconnu, est brièvement une impératrice de la dynastie chinoise des Wei du Nord dirigée par les Xianbei. Elle porte le nom de famille Yuan, originairement Tabghach. Yuan est le seul enfant de l'empereur Xiaoming (en) (r. 515-528), né de sa concubine consort Pan. Peu de temps après sa naissance, sa grand-mère, l'impératrice douairière Hu, qui est également la régente de Xiaoming, a faussement déclaré qu'elle est un garçon et a ordonné une grâce générale. L'empereur Xiaoming meurt peu de temps après. Le 1er avril 528, l'impératrice douairière Hu installe l'enfant sur le trône pendant quelques heures avant de la remplacer par Yuan Zhao (en) le lendemain. La fille de l'empereur Xiaoming n'est pas reconnue comme empereur légitime (huangdi) par les générations suivantes. On ne dispose d'aucune autre information sur elle ou sur sa mère.

## Naissance
L'impératrice douairière Hu (décédée en 528), connue à titre posthume sous le nom d'impératrice douairière Ling, est à l'origine l'une des épouses de l'empereur Xuanwu (483-515, r. 499-515). Elle a donné naissance à son seul héritier vivant Yuan Xu (510-528). Après la mort de Xuanwu, Yuan Xu monte sur le trône en tant qu'empereur Xiaoming, et Hu est honorée en tant qu'épouse douairière, et par la suite impératrice douairière. En effet, l’empereur Xiaoming est encore jeune, elle devient sa régente. Pour exercer son pouvoir en tant que plus haute dirigeante du nord de Wei, elle s'est appelée Zhen, pronom à la première personne réservé à l'usage de l'empereur après la dynastie Qin. Les fonctionnaires l'appellent Bixia, un titre honorifique utilisé pour s'adresser directement à l'empereur.
Cependant, lorsque l'empereur Xiaoming grandit, sa mère refuse de lui céder l'autorité et le pouvoir royal. Elle a réussi à éliminer plusieurs de ses adversaires, dont les favoris de l'empereur. Les anciens historiens chinois qui ont écrit l'histoire officielle du Wei du Nord l'ont décrite comme une femme violente. Son style de vie et son style de gouvernement ont suscité un mécontentement généralisé parmi les responsables et de la part de son fils. L'empereur Xiaoming a rassemblé le peuple pour s'opposer à elle et a exécuté son amant Yuan Yi (元怿) en 520, et ainsi provoquant une profonde haine de la part de sa mère. Après plusieurs tentatives infructueuses pour renverser l'impératrice douairière, Xiaoming a secrètement ordonné au général Erzhu Rong d'envoyer des troupes dans la capitale Luoyang pour la contraindre à céder le pouvoir. Lorsqu’elle a eu connaissance du complot, elle a discuté de stratégies avec les responsables qui la soutiennent.
Alors que ces événements se produisent, le 12 février 528, l'épouse Pan, l'une des neuf concubines de l'empereur Xiaoming, donne naissance à une fille,. L'impératrice douairière Hu a faussement déclaré que l'enfant est un fils ; elle a publié un édit le lendemain, ordonnant une grâce générale et changeant le titre de règne de l'empereur de Xiaochang (孝昌) à Wutai (武泰),.

## Adhésion et détrônement
Le 31 mars 528, l'empereur Xiaoming meurt subitement au palais de Xianyang (顯陽殿). Le lendemain (1er avril 528), l'impératrice douairière Hu déclare la petite fille Yuan, âgée de 50 jours, nouvel empereur, tout en continuant elle-même à être régente. Elle a ordonné une autre grâce générale. Comme l'année du règne de l'empereur Xiaoming n'est pas terminée, le nom de l'ère n'a pas été modifié et le nom « Wutai » est resté en tant qu'usage. L'impératrice douairière Hu a continué à être au pouvoir.
Le 1er avril 528, l'impératrice douairière Hu publie un édit, pour détrôner l'enfant empereur et déclare que Wutai est une fille. Elle a placé Yuan Zhao  —  fils du défunt Yuan Baohui (元寶暉), prince de Lintao  —  sur le trône. Yuan Zhao monte sur le trône le 2 avril 528, le lendemain de la publication de l'édit par l'impératrice douairière Hu.
Comme il est trop jeune pour régner, Yuan Zhao est nommé empereur sous l'impératrice douairière Hu. La série d'événements impliquant la mort de son fils et l'installation de la petite fille et de Yuan Zhao, trois ans, sur le trône ont eu comme seul but de lui permettre d'assurer la poursuite de sa régence.

## Résultat
L'impératrice douairière Hu a remplacé l'empereur de manière violente, le général Erzhu Rong a envoyé des troupes pour la renverser, et déclare qu'elle a trompé le ciel ainsi que la cour impériale en laissant la petite fille accéder au trône et au pouvoir impérial. Erzhu Rong fait Yuan Ziyou (507-531) empereur. Peu de temps après, Erzhu Rong envoie des troupes occuper la capitale Luoyang, et l'impératrice douairière Hu et Yuan Zhao sont retenus captifs. Ils sont livrés à son camp à Heyin (河陰). L'impératrice douairière Hu lui a demandé grâce, mais il a refusé et l'a fait se noyer avec Yuan Zhao dans le fleuve Jaune. Erzhu tue plus tard des milliers de fonctionnaires chinois Han et leurs familles qui ont servi à la cour du nord de Wei pendant sa régence,. Ce massacre est connu sous le nom de l'incident de Heyin (河陰之變). Erzhu Rong est devenu la plus haute autorité de l'empire. À partir de ce moment-là, le pouvoir politique tombe entre les mains de puissants ministres et de chefs de guerre. Gao Huan et Yuwen Tai sont des généraux pendant l'ère Erzhu Rong qui contrôlent respectivement le Wei de l'est et le Wei de l'ouest après la scission de la dynastie, tandis qu'Erzhu contrôle la partie nord de l'empire. Cette division a finalement conduit à la chute de la dynastie.
Pour les actes qu'elle a commis pendant sa régence, l'impératrice douairière Hu est discréditée et est devenue tristement célèbre dans l'histoire pour avoir provoqué la chute de la dynastie.

## Controverse
Le statut de Wutai en tant qu'empereur (huangdi) reste controversé et n'est pas reconnu par beaucoup de personnes. Les documents historiques officiels ne l'ont jamais répertoriée comme souveraine légitime car elle est considérée comme une marionnette sous l'impératrice douairière Hu et a régné moins d'un jour. Elle est également considérée comme une imposteuse pour avoir dérobé le trône lorsqu'elle est enfant. Par conséquent, Wu Zetian reste la première et la seule femme huangdi reconnue dans l'histoire chinoise. Le chercheur Cheng Yang (成扬) estime que le fait que Yuan est la « première femme de l'histoire à monter sur le trône impérial » ne peut être nié, bien qu'il s'agisse d'un complot de l'impératrice douairière Hu. Selon Cheng, Wu Zetian n'est pas la seule femme huangdi, mais la seule à avoir régné sur l'empire. Luo Yuanzhen (罗元贞), un autre chercheur sur Wu, pense que les historiens modernes ne reconnaissent pas le titre de Wutai comme Huangdi, contrairement aux anciens historiens chinois.

## Voir également
- Liste des monarques au règne le plus court